# أندرو ملانجيني
أندرو ملانجيني (بالإنجليزية: Andrew Mlangeni)‏ (1925 - 2020)، هو ناشط سياسي ومناضل من جنوب أفريقيا وهو رفيق الزعيم نيلسون مانديلا وسجن معا. هو رمز مكافحة التمييز العنصري في جنوب إفريقيا. وكان ملانجيني آخر المدعى عليهم على قيد الحياة المدان مع نيلسون مانديلا في محاكمة ريفونيا لعام 1964، والتي شهدت سجن النشطاء المناهضين للفصل العنصري. وقد أدين السيد مانديلا وميلانجيني مع ستة آخرين بتخريب وقضوا فترات سجن طويلة. كان السيد مانديلا الأطول، 27 سنة، حتى إطلاق سراحه في عام 1990. عمل السيد ملانجيني لمدة 26 عامًا في السجن معظم الوقت في جزيرة روبن. أطلق سراحه عام 1989.
ولد اندرو ملانجيني في مدينة بيت لحم بمقاطعة الولاية الحرة يوم 6 يونيو 1925، ترك دراسته بسبب الفقر عمل في المصانع ثم عمل سائق حافلة، شارك في الكثير من الاضرابات من اجل رفع اجور العمال، انظم في عام 1954 إلى عصبة شباب المؤتمر الوطني الأفريقي تم إرساله للتدريب العسكري خارج البلاد، وعند عودته في عام 1963 تم اعتقاله، بعد اتهامه بتجنيد وتدريب الشباب. وأدين في محاكمة ريفونيا وحكم عليه بالسجن مدى الحياة في جزيرة روبنحيث كان السجين رقم 467/64.
أُطلق سراح ملانجيني من السجن في أكتوبر 1989 بعد أن أمضى 26 سنة من السجن، خدم ملانجيني كعضو في البرلمان عن حزب المؤتمر الوطني الأفريقي من 1994 إلى 1999. خدم مرة أخرى في الجمعية الوطنية من 2009 إلى 2014، كان صديقًا مقربًا لنيلسون مانديلا.

## وفاته
توفي يوم 21 يوليو 2020 توفي بعد إدخاله إلى مستشفى عسكري في بريتوريا بسبب شكوى في البطن. توفي عن 95 عام.